# Riserva naturale di Monterufoli-Caselli
La riserva naturale di Monterufoli-Caselli è un'area naturale protetta della regione Toscana istituita nel 1995.
Occupa una superficie di 4.828 ha nella provincia di Pisa.

## Fauna
Nella riserva naturale, non è infrequente l'avvistamento di daini, caprioli e soprattutto cinghiali.
Il muflone, introdotto negli anni settanta per motivi di caccia, è oggi presente con un numero consistente di capi.

Di rilevante interesse è la presenza di alcuni esemplari di lupi, anche se la loro osservazione risulta difficoltosa a causa della bassa densità e della ritrosia dell'animale a venire a contatto con l'uomo.

Avvistamenti sporadici per il ridotto numero di esemplari di volpi, donnole, tassi, la faine e lepri.
Nel territorio della riserva è presente il cavallino di Monterufoli, una razza autoctona, di taglia più piccola di un cavallo.